# Dioner Navarro
Dioner Fabián Navarro Vivas (Caracas, 9 de febrero de 1984) es un receptor venezolano que pertenece a los Chicago White Sox en las Grandes Ligas de Béisbol.

## Carrera
En el año 2000, Navarro fue firmado por los New York Yankees como agente libre aficionado. En 2003, en Doble-A , bateó .341 en 58 juegos y fue seleccionado como el jugador del año para los Yanquees de ligas menores y era prospecto de la organización de los Yankees de cara a 2004.
Navarro hizo su debut en Grandes Ligas con los Yankees, el 7 de septiembre de 2004, jugando contra los Tampa Bay Rays, y jugó en siete juegos, bateando .429 (3-por-7) con un remolcadas y dos anotadas.
En el 2007, ha jugado para Tampa Bay y, el 8 de junio de 2007, sufrió una herida cuando la pelota lanzada lo pegó en el cuello. Fue sacado del campo en una camilla y se fue al hospital más cercano. Afortunadamente, salió del hospital esa misma noche y ya era posible que jugara en el próximo partido.
Navarro ha estado con los siguientes clubes de las Grandes Ligas:
- New York Yankees (2004)
- Los Angeles Dodgers (2005-2006)
- Tampa Bay Rays (2006-2010)
- Los Angeles Dodgers (2011)
- Cincinnati Reds (2012)
- Chicago Cubs (2013)
- Toronto Blue Jays (2014-2016)

En Venezuela, juega con los Tiburones de La Guaira desde el año 2006, cuando La Guaira se hicieron de los servicios del grandeliga, a cambio de dos jugadores de las menores: Carlos Rivas y Junior Guerra, quienes fueron a parar a los Leones del Caracas.